# Трг Карађорђев дуд
44° 39′ 48.44″ N 20° 55′ 42.62″ E / 44.6634556° С; 20.9285056° И
Трг Карађорђев дуд је градски трг који се налази у Смедереву у непосредној близини Гимназије. На тргу се налази Карађорђев дуд који је што због своје старости, што због свог историјског значаја, заведено као споменик природе — ботаничког карактера града Смедерева.